# André Combes (historien)
Pour les articles homonymes, voir André Combes.
André Combes né le 26 février 1939 est un professeur agrégé d'histoire et auteur d'ouvrages sur la franc-maçonnerie, directeur  de  l'Institut d’études et de recherches maçonniques (IDERM), ancien rédacteur en chef de la revue Chroniques d’Histoire maçonnique et membre du comité de rédaction d’Humanisme, publications du Grand Orient de France, obédience maçonnique à laquelle il appartient et dont il fut conseiller de l'Ordre. Fondateur de la fraternelle Marceau Pivert d'études sur le socialisme.

## Publications
- André Combes, 1914-1968. La franc-maçonnerie, cœur battant de la république., Éditions Dervy, coll. « L'univers maçonnique », 27 février 2018, 250 p. (ISBN 979-10-242-0246-4).
- André Combes et Robert Ragache, Commune de Paris : La franc-maçonnerie déchirée, mars-mai 1871, Paris, Dervy, coll. « L'univers maçonnique », 2014, 246 p. (ISBN 979-10-242-0047-7).
- Le Grand Orient de France au XIXe siècle - 1814-1865, Paris, Dervy, coll. « Encyclopédie maçonnique », 2014, 2e éd., 120 p. (ISBN 978-2-919601-59-2).
- Le Grand Orient de France 1865-1914, Paris, Dervy, coll. « Encyclopédie maçonnique », 2013, 2e éd., 124 p. (ISBN 978-2-919601-30-1)
- Adolphe Crémieux 1796-1880, Dervy, coll. « Encyclopédie maçonnique », 2003
- La Franc-maçonnerie sous l'occupation : Persécution et Résistance (1939-1945), Paris, Éditions du Rocher, coll. « Franc-maçonnerie » (réimpr. 2005) (1re éd. 2001), couv. ill., 421, 24 cm (ISBN 978-2268074627 et 2-268-04112-3, OCLC 422242486, SUDOC 060767421, présentation en ligne)
- Les trois siècles de la franc-maçonnerie française, Paris, Dervy, coll. « Bibliothèque franc-maçonnerie », 2004, 4e éd., 261 p. (ISBN 978-2-84454-491-9).
- Histoire de la franc-maçonnerie au XIXe siècle, t. I et II, Le Rocher, 1998-1999
- La Franc-Maçonnerie à Lyon  (préf. Michel Chomarat), Ed. des Traboules, coll. « Mémoire », 2005, 527 p. (ISBN 978-2-911491-79-5).